# Monete euro irlandesi
     Zona euro
     UE appartenenti agli AEC II
     UE appartenenti agli AEC II con deroga
     UE non appartenenti agli AEC II
     Non UE che usano bilateralmente l'euro
     Non UE che usano unilateralmente l'euro
Le monete euro irlandesi presentano tutte lo stesso soggetto, disegnato da Jarlath Hayes: l'arpa celtica, simbolo tradizionale dell'Irlanda sin dal Medioevo, che si basa sull'arpa conservata al Trinity College di Dublino, che si dice sia appartenuta al re irlandese Brian Boru. La stessa arpa è utilizzata come sigillo ufficiale del Presidente dell'Irlanda. Le monete mostrano anche le 12 stelle dei 12 paesi fondatori dell'UE, l'anno di conio e il nome scritto in lingua irlandese dell'Irlanda: "Éire", scritto nel tradizionale alfabeto gaelico. Dall'ottobre del 2015, la zecca irlandese ha smesso di coniare le monete da 1 e 2 centesimi.

## Faccia nazionale
| € 0,01         | € 0,02         | € 0,05                                                                                                 |
| -------------- | -------------- | --- |
|                |                | |
| L'arpa celtica |                | |
| € 0,10         | € 0,20         | € 0,50                                                                                                 |
|                |                | |
| L'arpa celtica |                | |
| € 1,00         | € 2,00         | Bordo 2 euro                                                                                           |
|                |                | |
| L'arpa celtica | L'arpa celtica | La sequenza "2**" ripetuta sei volte e alternativamente capovolta, dove "*" è sostituito da una stella |

## Quantità monete coniate
|                                                                                     | Divisionali FDC | Divisionali FS | Divisionali FDC Commemorative | € 0,01      | € 0,02      | € 0,05      | € 0,10      | € 0,20      | € 0,50      | € 1,00      | € 2,00     |
| Circolanti                                                                          | Circolanti      | Circolanti     | Circolanti                    | Circolanti  | Circolanti  | Circolanti  | Circolanti  |             |             |             |            |
| ----------------------------------------------------------------------------------- | --------------- | -------------- | ----------------------------- | ----------- | ----------- | ----------- | ----------- | ----------- | ----------- | ----------- | ---------- |
| 2002                                                                                | 20.000          | /              | 5.000                         | 404.340.000 | 354.640.000 | 456.270.000 | 275.910.000 | 234.580.000 | 144.140.000 | 135.140.000 | 90.590.000 |
| 2003                                                                                | 30.000          | /              | 35.000                        | 77.900.000  | 177.290.000 | 48.350.000  | 133.820.000 | 57.140.000  | 11.810.000  | 2.520.000   | 2.630.000  |
| 2004                                                                                | 40.000          | /              | /                             | 174.830.000 | 143.000.000 | 82.330.000  | 36.770.000  | 32.420.000  | 6.750.000   | 1.630.000   | 3.740.000  |
| 2005                                                                                | 50.000          | /              | /                             | 128.550.000 | 74.650.000  | 56.510.000  | 7.150.000   | 40.490.000  | 17.310.000  | 6.820.000   | 13.470.000 |
| 2006                                                                                | 40.000          | 5.000          | 4.000                         | 110.930.000 | 26.550.000  | 89.770.000  | 9.600.000   | 10.360.000  | 7.460.000   | 4.000.000   | 5.080.000  |
| 2007                                                                                | 20.000/20.000   | 10.000         | 4.000                         | 163.800.000 | 200.940.000 | 136.210.000 | 76.990.000  | 34.470.000  | 8.680.000   | 5.700.000   | 7.410.000  |
| 2008                                                                                | 30.000          | /              | 4.000                         | 46.120.000  | 35.800.000  | 61.870.000  | 56.530.000  | 45.970.000  | 1.190.000   | 2.560.000   | 6.080.000  |
| 2009                                                                                | 25.000          | 5.000          | 4.000                         | 52.170.000  | 44.250.000  | 11.300.000  | 11.740.000  | 5.390.000   | 2.900.000   | 3.290.000   | 1.010.000  |
| 2010                                                                                | 20.000          | /              | 5.000                         | 10.920.000  | 3.470.000   | 990.000     | 1.050.000   | 1.000.000   | 1.140.000   | 1.050.000   | 1.440.000  |
| 2011                                                                                | 20.000          | /              | 5.000                         | 40.950.000  | 4.700.000   | 990.000     | 920.000     | 1.140.000   | 1.060.000   | 1.060.000   | 1.020.000  |
| 2012                                                                                | 17.000          | 5.000          | 5.000                         | 61.370.000  | 11.910.000  | 1.020.000   | 1.060.000   | 970.000     | 990.000     | 1.010.000   | 7.412.000  |
| 2013                                                                                | 15.000          | /              | 5.000                         | 61.464.000  | 34.799.000  | 1.042.000   | 936.000     | 1.284.000   | 960.000     | 958.000     | 1.050.000  |
| 2014                                                                                | 12.000          | /              | 5.000                         | 35.131.000  | 3.112.000   | 1.055.000   | 1.080.000   | 1.183.000   | 1.067.000   | 977.000     | 5.306.000  |
| 2015                                                                                | 10.000          | 1.000          | 5.000                         | *           | *           | 1.100.000   | 9.160.000   | 1.120.000   | 1.130.000   | 1.090.000   | 1.200.000  |
| 2016                                                                                | 50.000          | 4.000          | 5.000                         | 160.000     | 110.000     | 80.000      | 2.230.000   | 30.000      | 30.000      | 30.000      | 10.625.000 |
| 2017                                                                                | 8.000           | /              | 5.000                         | 9.170       | 9.120       | 782.980     | 189.255     | 9.115       | 9.260       | 84.300      | 84.730     |
| 2018                                                                                | 6.000           | /              | 5.000                         | 19.980      | 19.990      | 30.066.180  | 179.800     | 120.030     | 79.990      | 79.710      | 83.440     |
| 2019                                                                                | 8.000           | 1.000          | 2.000                         | 9.000       | 9.000       | 30.009.000  | 10.009.000  | 9.000       | 9.000       | 9.000       | 9.000      |
| 2020                                                                                | 8.000           | /              | 2.000                         | 10.000      | 10.221      | 44.992.107  | 10.296      | 85.100      | 85.100      | 70.000      | 86.500     |
| 2021                                                                                | 5.000           | /              | 2.000                         | *           | *           | *           | *           | *           | *           | *           | *          |
| 2022                                                                                | 8.000           | /              | 1.000                         | *           | *           | *           | *           | *           | *           | *           | *          |
| 2023                                                                                | 6.000           | 1.000          | 1.000                         | *           | *           | *           | *           | *           | *           | *           | *          |
| 2024                                                                                | 5.000           | /              | 1.000                         | *           | *           | *           | *           | *           | *           | *           | *          |
| 2025                                                                                | 5.000           | /              | 1.000                         | *           | *           | *           | *           | *           | *           | *           | *          |
| / = non emessa, ? = finora sconosciuto, * = emessa solo nelle divisionali ufficiali |                 |                |                               |             |             |             |             |             |             |             |            |

## 2 euro commemorativi
L'Irlanda non ha emesso 2 euro commemorativi prima del 2016, se non in occasione delle emissioni comuni con gli altri Stati dell'eurozona.
| Immagine | Anno | Tema                                                                                 | Tiratura  | Emissione        | Incisore               |
| -------- | ---- | ------------------------------------------------------------------------------------ | --------- | ---------------- | ---------------------- |
|          | 2007 | 50º anniversario della firma dei Trattati di Roma (emissione comune)                 | 4.650.112 | 25 marzo 2007    | Luc Luycx              |
|          | 2009 | 10º anniversario dell'UEM (emissione comune)                                         | 3.812.908 | 1º gennaio 2009  | Georgios Stamatopoulos |
|          | 2012 | 10º anniversario della circolazione di banconote e monete in euro (emissione comune) | 3.000.000 | 3 gennaio 2012   | Helmut Andexlinger     |
|          | 2015 | 30º anniversario della Bandiera europea (emissione comune)                           | 1.000.000 | 16 ottobre 2015  | Georgios Stamatopoulos |
|          | 2016 | 100º anniversario della Rivolta di Pasqua                                            | 4.500.000 | 20 gennaio 2016  | Emmet Mullins          |
|          | 2019 | 100º anniversario della prima riunione del Dáil Éireann                              | 1.000.000 | 13 febbraio 2019 | Emmet Mullins          |
|          | 2022 | 35º anniversario dell'istituzione del Progetto Erasmus (emissione comune)            | 500.000   | 1º luglio 2022   | Joaquin Jimenez        |
|          | 2023 | 50º anniversario di appartenenza all'Unione europea                                  | 500.000   | 22 giugno 2023   |                        |